# バククアン県
バククアン県（バククアンけん、ベトナム語：Huyện Bắc Quang / 縣北光?）は、ベトナム社会主義共和国ハザン省の県。面積は1,104.01 km²、人口は125,700人（2018年）である。

## 行政区画
2市鎮21社から構成される。